# Lecithocera indigens
Lecithocera indigens is een vlinder uit de familie van de Lecithoceridae. De wetenschappelijke naam van de soort werd voor het eerst geldig gepubliceerd in 1914 door Meyrick als Frisilia indigens.